# Habenaria luzmariana
Habenaria luzmariana là một loài thực vật có hoa trong họ Lan. Loài này được R.González mô tả khoa học đầu tiên năm 1998.